# دورر ۳۱۰۴
سیارک ۳۱۰۴ (به انگلیسی: 3104 Durer، نامگذاری:1982BB1) سه هزار و صد و چهارمین سیارک کشف شده‌است که در ۲۴ ژانویه ۱۹۸۲ کشف شد.
قدر مطلق سیارک برابر ۱۱٫۱۰ است.